# رز ارغوانی قاهره
رز ارغوانی قاهره فیلمی به کارگردانی وودی آلن محصول سال ۱۹۸۵ است. فیلم فرار یکی از شخصیت‌های فیلم رز ارغوانی قاهره را به دنیای واقعی روایت می‌کند.